# Démence frontotemporale liée au chromosome 17
La démence frontotemporale liée au chromosome 17 est une maladie neurodégénérative aboutissant à une démence affectant le cortex frontal et temporal ainsi que les ganglions de la base.
Les manifestations de la maladie sont variables : changement progressif de la personnalité, trouble du langage, signes extrapyramidaux. Les autres signes sont une spasticité, une bradykinésie (mouvements lents) et mouvements anormaux des yeux. En quelques années une démence profonde avec mutisme s'installe.
Les premiers signes commencent entre 40 et 60 ans mais des cas apparaissant plus tôt ou plus tard sont connus. Le décès survient après 5 à 10 ans de maladie mais des survies jusqu'à 30 ans sont possibles.
Le diagnostic est fait par la présence de troubles de la personnalité et du comportement, déficits cognitifs et symptômes moteurs, histoire familiale identique chez deux ou plus parents du premier degré suggérant une transmission dominante.
L'imagerie médicale par résonance magnétique met en évidence une atrophie de cortex frontal et une ventriculomégalie. La tomographie à émission de positons permet un diagnostic plus précoce en montrant une diminution de la vascularisation du lobe frontal.
Entre 25 % et 40 % des individus atteints ont une mutation du gène MAPT. Une forme plus rare concerne le gène GRN situé sur le même chromosome.
Le traitement est uniquement symptomatique.

## Sources
- (en) John C Van Swieten, Peter Heutink, « Frontotemporal Dementia with Parkinsonism-17 » In GeneTests: Medical Genetics Information Resource (database online). Copyright, University of Washington, Seattle. 1993-2005